# Reduplicatieve paramnesie
Reduplicatieve paramnesie is het waanachtige idee dat een locatie (bijvoorbeeld een kamer of een huis) gekopieerd is en de locatie dus tegelijkertijd op twee of meer plaatsen bestaat of dat de locatie naar een andere plaats is 'verhuisd'. De aandoening kan worden gezien als een vorm van identificatiesyndroom. 
Het is een zeldzame aandoening waarvan de oorzaak in de meeste gevallen ligt in een hersenbeschadiging door dementie, een cerebrovasculair accident, tumoren, et cetera. Ook is de aandoening gerapporteerd in comorbiditeit met psychische aandoeningen.
In 1788 werd een geval van reduplicatieve paramnesie beschreven door Charles Bonnet bij een vrouw die tevens leed aan het syndroom van Cotard. De term reduplicatieve paramnesie werd in 1903 voor het eerst gebruikt door Arnold Pick. Hij behandelde een patiënt met de ziekte van Alzheimer, die verklaarde dat hij naar een identiek ziekenhuis was overgebracht en dat Pick in beide ziekenhuizen werkte. 
In 1976 hanteerden D.F Benson en zijn co-onderzoekers als eersten een neuropsychologische benadering van de aandoening. Aan de hand van de overeenkomsten in etiologie en verloop van drie onderzochte gevallen definieerden zij de aandoening als syndroom.